# 豎琴山
77°31′11″S 163°17′53″E / 77.51972°S 163.29806°E
豎琴山是南極洲的山峰，位於維多利亞地，處於麥唐納山北面，屬於阿斯加德山脈的一部分，海拔高度750米，現時由南極條約體系管理。